# Линейные корабли типа Ramillies
Линейные корабли типа Ramillies — девять линейных кораблей третьего ранга, построенных для Королевского флота сэром Томасом Слейдом по проекту, разработанному на основе более раннего проекта Слейда — типа Bellona, с небольшими изменениями в форме подводной части корпуса. В данный тип входило две группы кораблей: первые четыре корабля были построены на королевских верфях с оригинальным дизайном, утверждённом 25 апреля 1760 года, хотя Ramillies первоначально был заказан как корабль типа Bellona. Впоследствии Слейд изменил свой проект для кораблей, которые должны были быть построены частными подрядчиками — этот измененный проект, немного отличающийся от первоначального размерами, был утвержден 13 января 1761 года. Корабли данного типа относились к так называемым «обычным 74-пушечным кораблям», неся на верхней орудийной палубе 18-фунтовые пушки.

## Корабли

### Первая группа
- HMS Ramillies

Строитель: королевская верфь в Чатеме

Заказан: 1 декабря 1759 года

Заложен: 25 августа 1760 года

Спущён на воду: 25 апреля 1763 года

Закончен: ноябрь 1763 года

Выведен: сгорел в районе Ньюфаундленда в 1782 году

- HMS Monarch

Строитель: королевская верфь в Дептфорде

Заказан: 22 ноября 1760 года

Заложен: 2 июня 1761 года

Спущён на воду: 20 июля 1765 года

Закончен: 24 сентября 1765 года

Выведен: разобран, 1813 год

- HMS Magnificent

Строитель: королевская верфь в Дептфорде

Заказан: 16 декабря 1761 года

Заложен: 15 апреля 1762 года

Спущён на воду: 20 сентября 1767 года

Закончен: сентябрь 1778 года

Выведен: разбился о рифы у Бреста в 1804 году

- HMS Marlborough

Строитель: королевская верфь в Дептфорде

Заказан: 4 декабря 1762 года

Заложен: 3 июня 1763 года

Спущён на воду: 26 августа 1767 года

Закончен: 1 декабря 1767 года

Выведен: наскочил на риф у Бель-Иль в 1800 году

### Вторая группа
- HMS Terrible

Строитель: Джон Барнард, Харвич

Заказан: 1 января 1761 года

Заложен: февраль 1761 года

Спущён на воду: 4 сентября 1762 года

Закончен: 18 декабря 1762 года

Выведен: затоплен после боя при Чесапике в 1781 году

- HMS Russell

Строитель: Томас Вест, Дептфорд

Заказан: 1 января 1761 года

Заложен: июнь 1761 года

Спущён на воду: 10 ноября 1764 года

Закончен:  6 января 1765 года

Выведен: продан на слом, 1811 год

- HMS Invincible

Строитель: Джон и Уильям Уэллсы, Дептфорд

Заказан: 12 октября 1761 года

Заложен: декабрь 1761 года

Спущён на воду: 9 марта 1765 года

Закончен: февраль 1777 года

Выведен: сел на мель в 1801 году

- HMS Robust

Строитель: Джон Барнард, Харвич

Заказан: 16 декабря 1761 года

Заложен: февраль 1762 года

Спущён на воду: 25 октября 1764 года

Закончен: 10 декабря 1764 года

Выведен: разобран, 1817 год

- HMS Prince of Wales

Строитель: Генри Берд и Роджер Фишер, Милфорд-Хейвен

Заказан: 16 декабря 1762 года

Заложен: март 1762 года

Спущён на воду: 4 июня 1765 года

Закончен: 22 декабря 1770 года

Выведен: разобран, 1783 год